# Rosa Rosà
Rosa Rosà, pseudonimo di Edith von Haynau, nota anche come Edith Arnaldi (Vienna, 1884 – Roma, 1978), è stata una scrittrice, disegnatrice e fotografa austriaca naturalizzata italiana, esponente del Futurismo.

## Biografia
Nata a Vienna da una famiglia dell'aristocrazia, fu educata in casa da precettori, dove poté sviluppare abilità come scrittrice e pittrice e solo ormai adulta frequentò, contro il parere familiare, la scuola d'arte Wiener Kunstschule für Frauen und Mädchen a Vienna. Conobbe nel 1907 e sposò nel 1908 il giornalista e scrittore italiano Ulrico Arnaldi, con il quale si stabilì a Roma ed ebbe quattro figli tra il 1909 e il 1915. Venne a contatto con il movimento del Futurismo durante la prima guerra mondiale, mentre il marito era al fronte.
Nella sua attività letteraria e artistica adottò lo pseudonimo di Rosa Rosà, da una omonima cittadina veneta. Si interessò di letteratura, disegno e grafica.
Collaborò alla rivista L'Italia Futurista insieme ad altre scrittrici come Maria Ginanni, Enif Robert e Irma Valeria. 
Scrisse un primo esempio di fantascienza femminista con Una donna con tre anime (1918), che è stato definito "uno dei più importanti testi narrativi scritti da una donna futurista". L'altro romanzo futurista che scrisse è Non c'è che te! (1919).

## Fotografia
Con il nome di Edith Arnaldi sono noti i ritratti del suo studio romano che utilizzava poi per i disegni futuristici, ma anche per i viaggi che ha effettuato in Italia, Europa e Africa. Grazie alla raccolta delle sue fotografie, dovuta soprattutto a Ferruccio Malandrini, le sue immagini fanno parte della Fondazione Fratelli Alinari e in minima parte, per quanto riguarda la città, della Fondazione Monte dei Paschi di Siena. La sua attenzione, a partire dagli anni Trenta, era rivolta al mondo femminile e contadino, ai luoghi e alla vita quotidiana.

## Opere

### Scritti
Articoli per L'Italia Futurista, illustrazioni, poesie e romanzi. Le collaborazioni con questa rivista sono state frequenti. Quasi tutta la sua produzione si vincola con il ruolo dalle donne nel contesto futurista, esplorando idee proprie di questo movimento, come il ruolo della scienza nella modernità. Rosà ha contribuito a stabilire un ramo femminista nel Futurismo.
- Moltitudine, 1917 (racconto breve)
- Romanticismo sonnambulo, 1917 (racconto breve)
- Conflagrazione geometrica, 1917 (disegno bianco e nero)
- Ricevimento-thé, Signore-nessun uomo, 1917 (parole in libertà, poesia visuale accompagnato da Conflagrazione geometrica)
- Le donne del posdomani, 1917 (l'ultimo articolo pubblicato in questa rivista)

### Romanzi
- Una donna con tre anime, 1918
- Non c'è che te! Una donna con tre anime e altre novelle, 1919

### Illustrazioni
- Sam Dunn è morto, testo da Bruno Corra, 1917
- Notti Filtrate, testo da Mario Carli, 1918
- Madrigali e grotteschi, testo da Bruno Corra, 1919

## Esposizioni
Rosà produsse lavori astratti, tessuti e ceramiche oltre alle sue illustrazioni in bianco e nero (supporto da lei preferito).
- 1919: Grande Esposizione Nazionale Futurista (Milano-Genova-Firenze)
- 1921: Esibizione al Liceo (Roma)
- 1922: Esposizione Internazionale (Berlino)